# 竹と樹のマンガ文化論
『竹と樹のマンガ文化論』は、竹宮惠子と内田樹との対談集。
2014年12月1日、小学館より小学館新書として刊行された。同年12月19日、同じ版元から電子書籍版が配信開始された。 
対談は竹宮が学長をつとめる京都精華大学と内田の自宅「凱風館」で2日にわたって行われた。